# Estação Propatria
A Estação Propatria é uma das estações do Metrô de Caracas, situada no município de Libertador, seguida da Estação Pérez Bonalde. Administrada pela C. A. Metro de Caracas, é uma das estações terminais da Linha 1.
Foi inaugurada em 2 de janeiro de 1983. Localiza-se no cruzamento da Avenida Principal de Propatria com a Avenida Simón Bolívar. Atende a paróquia de Sucre.